# 柬埔寨同性婚姻
截至2017年，柬埔寨不承認任何形式的同性結合，但於2011年廢除禁止同性婚姻的憲法條文。當地出現過同性婚姻的案例，王室和政界也不乏支持同性婚姻合法化、保障同性戀者權益的聲音。雖然內政部提到他們有可能推動同性婚姻法案，不過執政的柬埔寨人民黨尚未提出有關的計劃。

## 歷史

### 憲法條文
根據柬埔寨制憲會議在1993年9月制定的憲法，婚姻的定義是「一男一女的結合」。然而，這個定義已經在2011年被國會廢除。自此，同性婚姻在柬埔寨既不合法，也不違法。憲法現行條款規定：
婚姻應以一夫、一妻自願的原則，按照法律闡述的原則辦理。
柬埔寨還在2007年修訂民法典，規定婚姻必須是「一夫一妻」（而不是一男一女）的結合，為「一夫一妻」的詮釋留下空間。

### 考索卡的案例
來自干丹省的女同性伴侶考索卡（Khav Sokha）和蓬毅（Pum Eth）在1995年3月結婚，由此她們的婚姻成為柬埔寨唯一一宗合法的同性婚姻案例。這段婚姻得到官方的承認，沒有遭到異議，參加婚禮的賓客人數眾多，甚至還包括省政府的高官和僧侶。後來考索卡接受《金邊郵報》採訪，提到「當時政府認為這樣很奇怪，不過當時我（與前夫）有三個孩子，所以他們接受了。他們說如果我們又是單身，又沒有孩子，就不许我們結婚，因為我們沒辦法生孩子。」

### 王室和政界的觀點
已故國王諾羅敦·西哈努克曾於2004年訪問美國，於旧金山參加同性婚禮，並表示支持柬埔寨修訂法例，推動同性婚姻合法化。他的兒子、國王诺罗敦·西哈莫尼也是同性婚姻的支持者。
柬埔寨部分政府部門在2015年9月尼泊爾頒布新憲法，保障LGBT人士權益之後予以響應——內政部宣布，他們有可能會推動法案，准許同性婚姻；婦女事務部在制定行動計劃，保護女性免受暴力的同時，把同性結合的權利納入保護範圍。 部長會議發言人帕西潘表態支持LGBT社群，還表示：「柬埔寨社會不會歧視LGBT人士。歧視他們的是個別人士。柬埔寨法律並不歧視LGBT人士，也不禁止他們相愛，或者結婚。」
執政的柬埔寨人民黨在2017年表示，現階段並無計劃推動同性婚姻合法化，不過如果有人正式提議政府准許同性婚姻，政府會予以考慮。反對黨柬埔寨救国党（救國黨）在當年5月一場LGBT座談會上表示，如果他們在來屆大選獲勝，就會舉行公投，決定是否推動同性婚姻合法化。高棉民族團結黨則表示，他們會在入主政府後考慮這個議題。其他支持同性婚姻的反對黨還包括民主聯盟黨和草根民主黨。
當地43個公民團體和工會在2017年中華民國（臺灣）司法院大法官裁定同性婚姻禁令違憲之後呼籲政府修改法例，准許同性婚姻。

## 延伸閱讀
- Being LGBT in Asia: Cambodia Country Report （页面存档备份，存于）